# Liste der Abgeordneten zum Tiroler Landtag (XIII. Gesetzgebungsperiode)
Diese Liste der Abgeordneten zum Tiroler Landtag (XIII. Gesetzgebungsperiode) listet alle Abgeordneten zum Tiroler Landtag in der XIII. Gesetzgebungsperiode auf. Die Gesetzgebungsperiode dauerte von der konstituierenden Sitzung am 30. März 1999 bis zur Angelobung des Landtags der XV. Gesetzgebungsperiode am 21. Oktober 2003. Von den 36 Mandaten entfielen nach der Landtagswahl in Tirol 1999 18 auf die Österreichische Volkspartei (ÖVP), die damit ein Mandat sowie die absolute Mandatsmehrheit verlor. Die Sozialdemokratische Partei Österreichs (SPÖ) war mit acht Abgeordneten im Landtag vertreten, wobei sie bei der Landtagswahl 1999 ein Mandat hinzugewinnen konnte. Die Freiheitliche Partei Österreichs (FPÖ) gewann ein Mandat und stellte im neuen Landtag sieben Abgeordnete, während Die Grünen Tirol (GRÜNE) ein Mandat verloren und nur noch mit drei Mandataren im Landtag vertreten war.
In der ersten Sitzung des Tiroler Landtags fand zuerst die Angelobung der Landtagsabgeordneten statt, danach folgte die Wahl der Mitglieder der Tiroler Landesregierung. Die Regierungsmitglieder der Landesregierung Weingartner III verzichteten in der Folge auf ihre Landtagsmandate und waren nur kurze Zeit während der Sitzung Abgeordnete zum Tiroler Landtag. Die letzte, 34. Sitzung der XIII. Gesetzgebungsperiode fand am 4. Juli 2003 statt.

## Funktionen

### Landtagspräsidenten
Zum Landtagspräsidenten wurde in den konstituierenden Sitzung auf Vorschlag von ÖVP und SPÖ erneut der seit 1994 amtierende Landtagspräsident Helmut Mader (ÖVP) gewählt, wobei er 29 der 36 Stimmen erhielt. Für das Amt des 1. Vizepräsidenten nominierte die ÖVP den ebenfalls seit 1994 im Amt befindlichen Anton Steixner, während die Grünen Elisabeth Wiesmüller (GRÜNE) als Gegenkandidatin positionierten, da sie kritisierten, dass ÖVP und SPÖ keine Frau für das Amt des Landtagspräsidenten bzw. dessen Stellvertreter nominiert hatten. Anton Steixner wurde bei der Wahl mit 27 der 36 Stimmen gewählt, während auf Wiesmüller sechs Stimmen entfielen. Drei Stimmen waren ungültig geblieben. Für das Amt des 2. Vizepräsidenten nominierte die SPÖ Ernst Pechlaner während die Grünen erneut Wiesmüller als Gegenkandidatin aufstellten. Pechlaner erhielt bei der Wahl 23 der 36 Stimmen, Wiesmüller konnte 11 Stimmen auf sich vereinen, zwei Stimmen waren ungültig. Ernst Pechlaner folgte.

### Klubobmänner
Nach der Angelobung der Abgeordneten bildeten die Mandatare der ÖVP den „Landtagsklub der Tiroler Volkspartei“, wobei Klaus Madritsch erneut zum Klubobmann gewählt wurde. Die Abgeordneten der SPÖ bildeten den „Landtagsklub der SPÖ“, wobei Walter Guggenberger die Funktion des Klubobmanns übernahm und damit den bisherigen Klubobmann Andreas Obitzhofer nachfolgte. Klubobmann-Stellvertreter im SPÖ-Landtagsklub wurde Ernst Pechlaner. Im „Landtagsklub der Freiheitlichen Partei“ wurde der bisherige Klubobmann Johannes Lugger in seinem Amt bestätigt, wobei Dietmar Hofreiter zu seinem neuen Stellvertreter gewählt wurde. Innerhalb des „GRÜNEN-Landtagsklubs“ übernahm Georg Willi erneut das Amt des Klubobmanns, als einzige Frau in dieser Rolle wurde Elisabeth Wiesmüller zur Klubobmann-Stellvertreterin gewählt.

### Landtagsabgeordnete
| Name                 | Fraktion             | Wahlkreis       | Anmerkung                                                                                 |
| -------------------- | -------------------- | --------------- | ----------------------------------------------------------------------------------------- |
| Appelt Ingo          | Freiheitliche Partei | Restmandat      | Ab 29. Oktober 1999 für Susanne Riess-Passer                                              |
| Astl Fritz           | Tiroler Volkspartei  | Kitzbühel       | Rücklegung des Mandats nach der Wahl zum Landesrat am 1. Sitzungstag                      |
| Bachmann Helmut      | SPÖ                  | Innsbruck-Land  |                                                                                           |
| Eberharter Christian | Freiheitliche Partei | Schwaz          |                                                                                           |
| Eberle Ferdinand     | Tiroler Volkspartei  | Reutte          | Rücklegung des Mandats nach der Wahl zum Landeshauptmann-Stellvertreter am 1. Sitzungstag |
| Eggel Bernhard       | Tiroler Volkspartei  | Reutte          | Am 1. Sitzungstag als Ersatz für Ferdinand Eberle nachgerückt                             |
| Erler Hermann        | Tiroler Volkspartei  | Schwaz          | Am 1. Sitzungstag als Ersatz für Konrad Streiter nachgerückt                              |
| Gangl Christa        | SPÖ                  | Restmandat      | Rücklegung des Mandats nach der Wahl zum Landesrätin am 1. Sitzungstag                    |
| Geisler Josef        | Tiroler Volkspartei  | Schwaz          |                                                                                           |
| Gschwentner Hannes   | SPÖ                  | Kufstein        |                                                                                           |
| Guggenberger Walter  | SPÖ                  | Restmandat      | Klubobmann                                                                                |
| Gwiggner Johann      | Tiroler Volkspartei  | Kufstein        |                                                                                           |
| Hauser Gerald        | Freiheitliche Partei | Restmandat      |                                                                                           |
| Hechenbichler Josef  | Tiroler Volkspartei  | Kitzbühel       | Am 1. Sitzungstag als Ersatz für Fritz Astl nachgerückt                                   |
| Hofreiter Dietmar    | Freiheitliche Partei | Restmandat      | Klubobmann-Stellvertreter                                                                 |
| Hribar Wilfriede     | Tiroler Volkspartei  | Innsbruck-Land  |                                                                                           |
| Jäger Walter         | Tiroler Volkspartei  | Imst            |                                                                                           |
| Juen Heinrich        | Tiroler Volkspartei  | Landeck         |                                                                                           |
| Junker Anneliese     | Tiroler Volkspartei  | Restmandat      | Am 1. Sitzungstag als Ersatz für Elisabeth Zanon nachgerückt                              |
| Krieghofer Helmut    | Tiroler Volkspartei  | Lienz           | Bis 30. September 2001                                                                    |
| Köll Andreas         | Tiroler Volkspartei  | Lienz           | Ab 1. Oktober 2001 für Helmut Krieghofer                                                  |
| Kuenz Hermann        | Tiroler Volkspartei  | Lienz           |                                                                                           |
| Leiter Alois         | SPÖ                  | Restmandat      |                                                                                           |
| Linser Franz         | Freiheitliche Partei | Innsbruck-Stadt |                                                                                           |
| Lugger Johannes      | Freiheitliche Partei | Kufstein        | Klubobmann                                                                                |
| Mader Helmut         | Tiroler Volkspartei  | Innsbruck-Stadt | 1. Landtagspräsident                                                                      |
| Madritsch Klaus      | Tiroler Volkspartei  | Restmandat      | Klubobmann                                                                                |
| Mair Franz           | Tiroler Volkspartei  | Kufstein        | Ab 8. Juni 1999 für Sebastian Mitterer                                                    |
| Mimm Gerhard         | SPÖ                  | Restmandat      | Am 1. Sitzungstag als Ersatz für Christa Gangl nachgerückt                                |
| Mitterer Sebastian   | Tiroler Volkspartei  | Kufstein        | Bis 7. Juni 1999                                                                          |
| Pechlaner Ernst      | SPÖ                  | Restmandat      | 2. Vizepräsident, Klubobmann-Stellvertreter                                               |
| Prock Herbert        | SPÖ                  | Restmandat      | Rücklegung des Mandats nach der Wahl zum Landeshauptmann-Stellvertreter am 1. Sitzungstag |
| Rauch Hubert         | Tiroler Volkspartei  | Innsbruck-Land  |                                                                                           |
| Riess-Passer Susanne | Freiheitliche Partei | Restmandat      | Bis 28. Oktober 1999                                                                      |
| Scheiber Maria       | Grüne                | Restmandat      |                                                                                           |
| Schiessling Gabi     | SPÖ                  | Innsbruck-Stadt |                                                                                           |
| Schöpf Ernst         | Tiroler Volkspartei  | Imst            |                                                                                           |
| Steixner Anton       | Tiroler Volkspartei  | Innsbruck-Land  | 1. Vizepräsident                                                                          |
| Streiter Konrad      | SPÖ                  | Schwaz          | Rücklegung des Mandats nach der Wahl zum Landesrat am 1. Sitzungstag                      |
| Tilg Wilfried        | Freiheitliche Partei | Innsbruck-Land  |                                                                                           |
| Unterlercher Maria   | SPÖ                  | Restmandat      | Am 1. Sitzungstag als Ersatz für Herbert Prock nachgerückt                                |
| Warzilek Rudolf      | Tiroler Volkspartei  | Innsbruck-Stadt |                                                                                           |
| Wiesmüller Elisabeth | Grüne                | Restmandat      | Klubobmann-Stellvertreterin                                                               |
| Willi Georg          | Grüne                | Restmandat      | Klubobmann                                                                                |
| Zanon Elisabeth      | Tiroler Volkspartei  | Restmandat      | Rücklegung des Mandats nach der Wahl zum Landesrätin am 1. Sitzungstag                    |